# Børkop
Børkop é um município da Dinamarca, localizado na região sudeste, no condado de Vejle.
O município tem uma área de 103,13 km² e uma  população de 11 478 habitantes, segundo o censo de 2005.